# Ross Brawn
Pour les articles homonymes, voir Brawn.
Ross Brawn, né le 23 novembre 1954 à Ashton-under-Lyne en Angleterre, est un ingénieur et dirigeant sportif britannique, et le directeur technique et sportif du championnat du monde de Formule 1 de 2017 à 2022. 
Il mène une brillante carrière en Formule 1, notamment au sein de Benetton puis Ferrari, avec qui il remporte 14 titres pilotes et constructeur en tant que directeur technique. Il est indissociable des triomphes de Michael Schumacher avec ces deux écuries, entre 1992 et 2006. En novembre 2007, il devient le directeur de l'écurie Honda Racing F1 Team. Le 5 mars 2009, à la suite du retrait de l'écurie japonaise pour raison économique et après plusieurs semaines de négociations, il participe au rachat de l'équipe rebaptisée Brawn GP qui remporte les titres mondiaux pilotes (avec Jenson Button) et constructeurs en 2009. Cette équipe devient Mercedes Grand Prix à la suite de son rachat par le constructeur germanique Mercedes-Benz ; Brawn en reste le directeur de 2010 à 2013. Il se retire à la fin de la saison 2013, puis revient en 2017 à la suite du rachat de la Formule 1 par le groupe américain Liberty Media : il est nommé directeur technique et sportif (Managing Director, Motor Sports and technical director) de la F1.  À ce poste, il est notamment à l'origine des courses sprint qui jusque là, se sont déroulées le samedi lors de trois Grand Prix. À l'issue de la saison 2022, il décide de quitter ses fonctions pour prendre sa retraite.

## Biographie

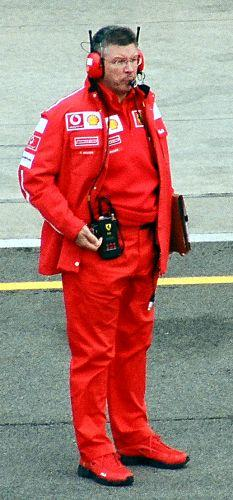
Ross Brawn lors du GP des États-Unis 2003.

Après avoir travaillé près de cinq ans à l'établissement de recherche atomique d'Harwell, Ross Brawn intègre le milieu du sport automobile en 1976, en tant que mécanicien chez March Engineering, en Formule 3. En 1978, il rejoint la jeune écurie de Formule 1 Williams, toujours en tant que mécanicien, avant de gravir progressivement les échelons, jusqu'à devenir l'un des principaux aérodynamiciens de l'écurie. En 1985, Brawn quitte Williams pour rejoindre l'écurie anglo-américaine FORCE de Carl Haas, toujours en tant qu'aérodynamicien. L'aventure est de courte durée puisque l'écurie sombre à la fin de la saison 1986. Brawn est alors engagé par Arrows qui vient de limoger ses deux derniers designers (Wass et Coppuck) et est chargé cette fois de totalement concevoir la nouvelle Arrows A10 de 1987.
Les bons résultats des Arrows conçues par Brawn (A10, A10B et A11) attirent l'attention sur lui et en 1989, il est recruté par Tom Walkinshaw pour prendre la tête du programme technique TWR Jaguar dans le championnat du monde des sports-prototypes, alors à son apogée. Le travail de Brawn chez Jaguar se conclut par les titres de champion du monde conducteurs et constructeurs 1991 grâce à la XJR-14. Ce prototype fermé sera repris par Joest Porsche et remportera deux fois les 24 Heures du Mans en 1996 et 1997 mais en version ouverte (Porsche WSC-95). En fin d'année 1991, il quitte Jaguar pour, toujours à l'initiative de Tom Walkinshaw, rejoindre l'écurie de Formule 1 Benetton, en tant que directeur technique. Sous son impulsion, les Benetton (conçues par Rory Byrne et pilotées par Michael Schumacher) progressent rapidement dans la hiérarchie, jusqu'à remporter les titres mondiaux des pilotes en 1994 et 1995, ainsi que celui des constructeurs en 1995. Mais à l'issue de la saison 1995, le trio gagnant de Benetton se sépare puisque Schumacher quitte Benetton pour rejoindre Ferrari, tandis que Byrne décide de faire valoir ses droits à la retraite. Brawn ne suit pas Schumacher chez Ferrari et reste une saison supplémentaire chez Benetton, sans grande réussite dans la mesure où les pilotes Jean Alesi et Gerhard Berger ne remportent pas une seule course.
C'est finalement au cours de l'hiver 1996-1997 que Brawn prend à son tour à la direction de Ferrari, où il remplace John Barnard à la direction technique. Il est rejoint quelques mois plus tard par Rory Byrne, sorti de sa retraite. Ainsi reconstitué sous la direction de Jean Todt, le trio ne tarde pas à remettre la Scuderia Ferrari sur la voie du succès. Après un titre de champion du monde des constructeurs en 1999, Ferrari remporte les championnats pilotes et constructeurs de 2000 à 2004, réalisant une des plus fortes dominations de l'histoire de la Formule 1. Même si cela ne représente qu'une petite partie de sa fonction de directeur technique, il se fait surtout connaître du grand public pour sa présence sur le muret des stands lors des Grand Prix, où il élabore des stratégies de course gagnantes pour ses pilotes. Lors du Grand Prix de Hongrie 1998, pariant sur les talents de Michael Schumacher, il propose un ravitaillement de plus que prévu au départ. En alignant des chronos extrêmement rapides au volant d'une Ferrari allégée, Schumacher parvient à se défaire des McLaren.
À l'issue de la saison 2006, Brawn décide de quitter ses fonctions au sein de la Scuderia, pour prendre une année sabbatique. Étant l'une des personnalités les plus convoitées du milieu de la Formule 1, les spéculations sur son avenir sont nombreuses. En novembre 2007, il rejoint l'écurie Honda F1 au sein de laquelle il occupe le poste de directeur technique mais également la direction sportive aux côtés de Nick Fry. L'expérience est de courte durée puisqu'au mois de décembre 2008, en raison de la crise économique et après une saison catastrophique, Honda décide de mettre un terme à son implication en Formule 1. Après plusieurs semaines de négociation avec Honda, Brawn et d'autres membres de l'équipe se portent acquéreur en mars 2009 de la structure de Brackley, désormais rebaptisée Brawn GP. L'équipe devient championne du monde des constructeurs et offre le titre à Jenson Button pour la saison 2009. En novembre 2009, Brawn GP est rachetée à 75,1 % par Daimler AG et Aabar Investments, et devient Mercedes Grand Prix. Ross Brawn en est toujours le directeur, ainsi qu'actionnaire minoritaire. En février 2011, les 24,9 % restants changent de main ; Daimler possède alors 60 % du capital de l'équipe, et Aabar 40 %.
Après s'être retiré de la F1 à la fin de la saison 2013, Ross Brawn participe tout d'abord au rachat de ce sport par le groupe américain Liberty Media en tant que consultant, puis dès lors que l'opération est complétée en janvier 2017 et à la suite de la mise à l'écart de Bernie Ecclestone, il devient le Managing Director, Motor Sports (directeur sportif et technique) de la F1, aux côtés de Chase Carey (président) et de Sean Bratches (directeur commercial). « C'est fantastique de revenir dans le monde de la F1. Je travaille comme consultant pour Liberty Media depuis quelques mois déjà afin d'aider à l'évolution du sport. Nous avons une opportunité exceptionnelle de collaborer avec les teams et les promoteurs en vue de développer une meilleure F1 pour les fans », explique-t-il.
Â son poste durant six saisons, Ross Brawn supervise les importantes modifications techniques (avec le retour de l'effet de sol) entré en vigueur en 2022 ; il est aussi à l'origine des courses sprint du samedi, vues jusqu'à présent lors de trois Grand Prix. Fin novembre 2022, il annonce qu'il a décidé de quitter ses fonctions à 68 ans : « C'est le bon moment pour que je prenne ma retraite. On a fait le gros du travail et on est désormais dans une période de consolidation. Une nouvelle voiture arrive en 2026, mais c'est dans quatre ans, c'est assez loin pour moi, donc il vaut mieux que le prochain groupe de personnes prenne le relais. Je pense que je laisse la F1 dans une excellente situation », dit-il.

## Carrière
- 1978-1984 : Williams, mécanicien-aérodynamicien ;
- 1985-1986 : FORCE, aérodynamicien ;
- 1986-1989 : Arrows, directeur technique ;
- 1989-1991 : Jaguar (Sport-prototypes), directeur technique ;
- 1992-1996 : Benetton, directeur technique ;
- 1997-2006 : Scuderia Ferrari, directeur technique ;
- 2008 : Honda Racing F1 Team, directeur sportif et technique ;
- 2009 : Brawn GP Formula One Team, copropriétaire et directeur général ;
- 2010-2013 : Mercedes Grand Prix, directeur général ;
- 2017-2022 : directeur sportif de la Formule 1.

## Palmarès
- Un titre de champion du monde des constructeurs de Formule 1 en tant que propriétaire et directeur général chez Brawn GP en 2009.
- Six titres de champion du monde des constructeurs de Formule 1 en tant que directeur technique chez Scuderia Ferrari en 1999, 2000, 2001, 2002, 2003 et 2004.
- Un titre de champion du monde des constructeurs de Formule 1 en tant que directeur technique chez Benetton en 1995.
- Deux titres de champion du monde des constructeurs de Formule 1 en tant que mécanicien-aérodynamicien chez Williams en 1980 et 1981.
- Un titre de champion du monde des voitures de sport WSC avec Jaguar en 1991.